# Jan Elvedi
Jan Elvedi (Zurigo, 30 settembre 1996) è un calciatore svizzero, difensore del Kaiserslautern.

## Biografia
Anche suo fratello gemello Nico è un calciatore professionista.

## Carriera
Cresciuto nel settore giovanile del Winterthur, ha esordito in prima squadra il 22 marzo 2015 disputando l'incontro di Challenge League perso 3-0 contro il Lugano. Dopo 16 presenze tra campionato e coppa con la maglia del Winterthur, nel 2016 è stato ceduto in prestito al Cham, formazione della terza divisione svizzera, per l'intera stagione. Rientrato dal prestito, nel 2017 viene acquistato a titolo definitivo dal Wohlen, con il quale gioca per una stagione nella seconda divisione svizzera. Nel 2018 si accasa al Kriens, con il cui gioca per altre due stagioni nella seconda divisione svizzera. Nel 2020 firma con il Jahn Ratisbona, club della seconda divisione tedesca.

## Statistiche

### Presenze e reti nei club
Statistiche aggiornate al 9 aprile 2022.
| Stagione        | Squadra         | Campionato      | Campionato | Campionato | Coppe nazionali | Coppe nazionali | Coppe nazionali | Coppe continentali | Coppe continentali | Coppe continentali | Altre coppe | Altre coppe | Altre coppe | Totale | Totale |
| Stagione        | Squadra         | Comp            | Pres       | Reti       | Comp            | Pres            | Reti            | Comp               | Pres               | Reti               | Comp        | Pres        | Reti        | Pres   | Reti   |
| --------------- | --------------- | --------------- | ---------- | ---------- | --------------- | --------------- | --------------- | ------------------ | ------------------ | ------------------ | ----------- | ----------- | ----------- | ------ | ------ |
| 2014-2015       | Winterthur      | ChL             | 1          | 0          | CS              | 0               | 0               |                    | -                  | -                  |             | -           | -           | 1      | 0      |
| 2015-2016       | Winterthur      | ChL             | 14         | 0          | CS              | 1               | 0               |                    | -                  | -                  |             | -           | -           | 15     | 0      |
| 2016-2017       | Cham            | 1Lp             | 27         | 3          | CS              | 1               | 0               |                    | -                  | -                  |             | -           | -           | 28     | 3      |
| 2017-2018       | Wohlen          | ChL             | 23         | 2          | CS              | 1               | 0               |                    | -                  | -                  |             | -           | -           | 24     | 2      |
| 2018-2019       | Kriens          | ChL             | 35         | 2          | CS              | 3               | 1               |                    | -                  | -                  |             | -           | -           | 38     | 3      |
| 2019-2020       | Kriens          | ChL             | 30         | 1          | CS              | 2               | 0               |                    | -                  | -                  |             | -           | -           | 32     | 1      |
| 2020-2021       | Jahn Ratisbona  | 2L              | 29         | 0          | CG              | 4               | 0               |                    | -                  | -                  |             | -           | -           | 33     | 0      |
| 2021-2022       | Jahn Ratisbona  | 2L              | 19         | 0          | CG              | 0               | 0               |                    | -                  | -                  |             | -           | -           | 19     | 0      |
| Totale carriera | Totale carriera | Totale carriera | 178        | 8          |                 | 12              | 1               |                    | -                  | -                  |             | -           | -           | 190    | 9      |